# Euparkeria
Euparkeria ("bon animal de Parker") és un gènere de sauròpsid diàpsid que va viure a Àfrica a principis del Triàsic, entre fa 248 i 245 milions d'anys, proper als avantpassats dels arcosaures.
Tenia un cos esvelt i lleuger, una cua llarga i un petit crani amb minúscules dents semblants a agulles. S'alimentava d'insectes i altres petits animals que trobava al terra del bosc, i canviava regularment les dents per mantenir-les afilades.